# STS-89
STS-89 var ett rymdfärjeuppdrag som genomfördes 1998 med rymdfärjan Endeavour. Den sköts upp från Pad 39A vid Kennedy Space Center i Florida den 22 januari 1998. Efter nästan nio dagar i omloppsbana runt jorden återinträdde rymdfärjan i jordens atmosfär och landade vid Kennedy Space Center.
Flygningens mål var att leverera utrustning och förnödenheter till rymdstationen Mir. Detta gjorde man med hjälp av en Spacehab-modul placerad i rymdfärjans lastrum.